# Robert de Vogüé
Pour les autres membres de la famille, voir Famille de Vogüé.
Robert-Ursin-Adrien, marquis de Vogüé, né le 15 octobre 1870 à Boulleret et mort le 27 novembre 1936, est un officier de marine et homme d'affaires français.

## Biographie
Il est le fils de Charles-Jean-Melchior de Vogüé, marquis de Vogüé, ambassadeur de France, membre de l'Académie française, et de Béatrix des Monstiers Mérinville, sa seconde épouse. 
Il intègre l'École navale en octobre 1887 et commence une carrière dans la Marine qui, entre autres affectations, l'emmène en Chine en 1890-1893. Enseigne de vaisseau en 1898 il démissionne de la Marine et est nommé lieutenant de vaisseau de réserve en 1907. 
En 1910, son épouse et lui achètent, près de Rambouillet, le château du Tremblay-sur-Mauldre, construit dans la première moitié du XVIIe siècle par l'architecte François Mansart, et le font restaurer.

### Pendant la guerre de 1914-1918
Mobilisé le 31 août 1914 comme lieutenant de vaisseau, il sert durant la Première Guerre mondiale initialement comme commandant du 14e Groupe d'autos-mitrailleuses et autos-canons, affecté à la 6e division de cavalerie. Il est cité à l'ordre de l'armée le 31 juillet 1915 :

« Par son initiative et son activité inlassables dans l'emploi de ses mitrailleuses et de ses auto-canons, a été une aide très efficace du bataillon qu'il avait mission d'appuyer dans l'attaque du 8 juillet. S'est établi avec une mitrailleuse dans un trou d'obus et s'est maintenu deux jours sans être relevé. »

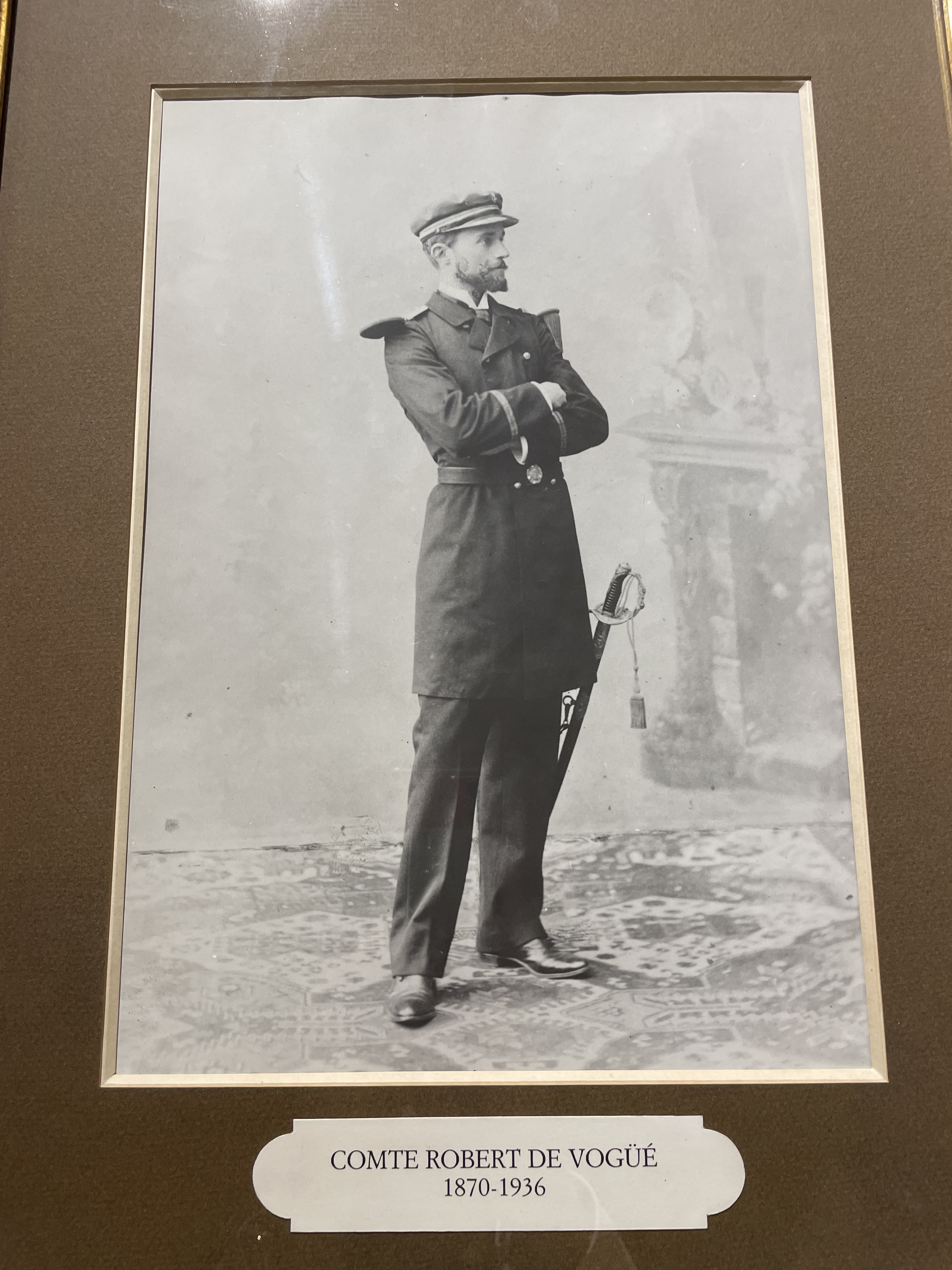
Comte Robert de Vogüé, Château de Vaux-le-Vicomte (Seine-et- Marne)

Il est capitaine de corvette à la fin de la guerre. Rentré dans la vie civile, il devient président de la Compagnie urbaine d'assurances, vice-président de Manufactures des glaces et produits chimiques de Saint-Gobain et membre du conseil de surveillance de Schneider et Cie. Dès janvier 1909, il entre également au conseil d'administration de la doyenne des marques, la « SA des Anciens Etablissements Panhard et Levassor », jusqu'à son décès.

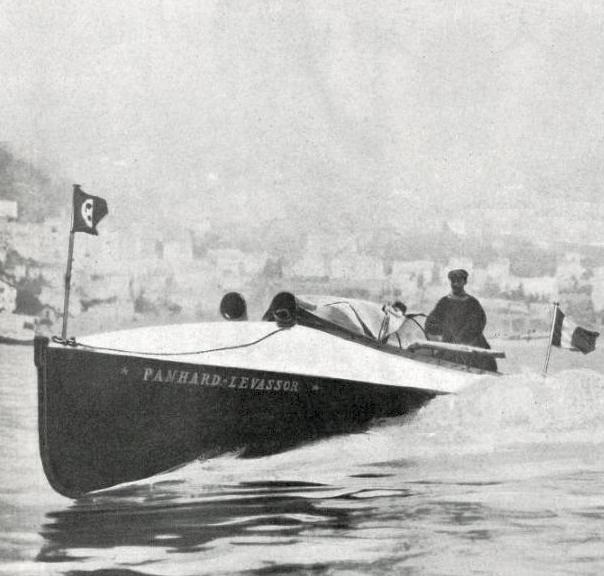
Victoire du Panhard-Levassor du comte Robert de Vogüé au championnat de la Mer annuel de Monaco, en 1905.

Il participe à des courses en mer, remportant notamment le championnat de la Mer annuel de Monaco, en 1905.
Il est président de l'Automobile Club de France de 1922 à 1928 et de l'Association internationale des Automobile Clubs reconnus de 1931 à 1936.
En mars 1931, il entre au conseil d'administration de la Compagnie auxiliaire de navigation.

### Mariage et descendance
Robert de Vogüé épouse le 8 mars 1896 Lucie Sommier (1874-1946), fille d'Alfred Sommier, industriel sucrier, restaurateur du château de Vaux-le-Vicomte, et de Jeanne Brugière de Barante. Dont quatre enfants :
- Jean de Vogüé, industriel (1898-1972), marié en 1927 avec Hélène Jaunez (1908-2003), dont postérité ;
- Anne de Vogué (1899-1989), mariée en 1922 avec le comte Blaise de Montesquiou Fezensac (1886-1974), sans enfant ;
- Marthe de Vogüé (1901-1963), mariée en 1919 avec Albert de Luppé, marquis de Luppé, historien, homme de lettres (1893-1970), dont postérité ;
- Arnaud de Vogüé, industriel (1904-1988), marié en 1929 avec Solange de Mun (1908-1999), dont postérité.

## Distinctions
- Officier de la Légion d'honneur (10 juillet 1920)[4]
- Croix de guerre 1914-1918

### Sources
- La Géographie : Bulletin de la Société de géographie, 1937.
- Claude-Alain Sarre, Les Panhard et Levassor, une aventure collective, éditions ETAI, 2000.